# NGC 1111
NGC 1111 = IC 1850 ist eine linsenförmige Galaxie vom Hubble-Typ S0 im Sternbild Widder auf der Ekliptik. Sie ist schätzungsweise 405 Millionen Lichtjahre von der Milchstraße entfernt und hat einen Durchmesser von etwa 90.000 Lichtjahren. Vom Sonnensystem aus entfernt sich die Galaxie mit einer errechneten Radialgeschwindigkeit von näherungsweise 9.000 Kilometern pro Sekunde.
Im selben Himmelsareal befinden sich unter anderem die Galaxien NGC 1112, NGC 1115, NGC 1116, PGC 10755.
Das Objekt wurde am 2. Dezember 1863 von dem deutschen Astronomen Albert Marth entdeckt und am 7. Januar 1896 vom französischen Astronomen Stéphane Javelle wiederentdeckt (IC 1850).